# Şemdinli

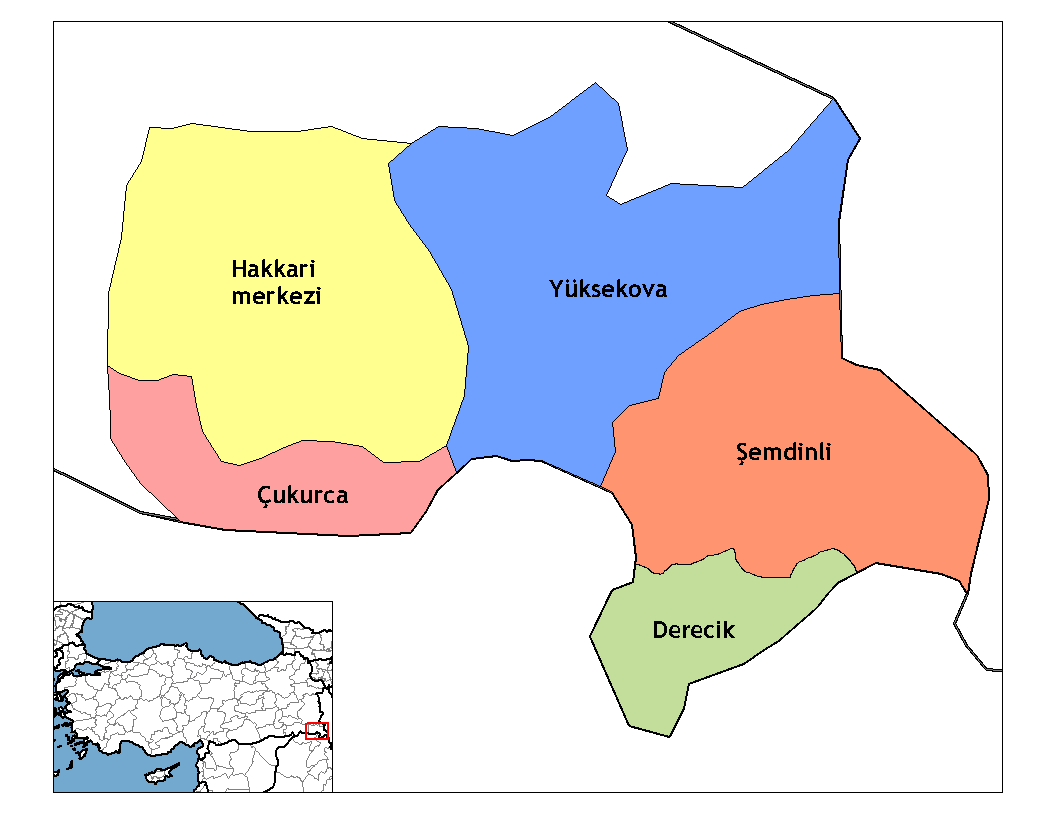
Districtes

Şemdinli (Siríac: ܫܲܡ̱ܣܕܝܼܢ Shemsdin; kurd: Şemdinan o Shamdinan; antiga Nawshar en transcripció moderna Nevşehir) és una població i un districte muntanyós a la província de Hakkâri a Turquia. La capital del districte és la ciutat de Şemdinli amb una població d'11.211 habitants (2010). El districte es troba al sud-est de la província i limita al nord amb el de Yüksekova (format per la unió dels antics districtes de Gewar i Oramar) i té a l'est i al sud la frontera de l'Iran i l'Iraq. Segons la tradició el nom deriva del xeic Shams al-Din, ancestre de la dinastia kurda d'Abbasi Begzade que va governar la regió fins al segle xix. El districte està habitat per quatre tribus kurdes: Khumraru (Humaro), Zarza, Herki i Gerdi; hi viuen també cristians nestorians (assiris). Vers el 1900 Vital Cuinet estimava la població del districte en 13.270 kurds, 2.000 turcs, 3000 assiris i 200 jueus; una altra font assenyala 14.547 musulmans (turcs i kurds) i 2.034 no musulmans (assiris i jueus). El 1990 la població passava per poc els 30.000 habitants.
El districte fou el centre de la tribu assíria dels Nochiya i llar de la família assíria dels Matran que va dominar el patriarcat per més de tres segles.
La dinastia Abbasi Begzade va governar fins al segle xix quan el poder es va traslladar a l'ascendent família de caps religiosos kadiriyya (després de 1820) nakhsbandiyya establerts a Nehri (moderna Bağlar) que van estendre la seva influència fins i tot fora del districte; el 1880 el xeic Ubayd Allah va iniciar una gran revolta que li va permetre dominar Hakkari i territoris a l'est (nominalment perses) fins al llac Urmia, pretenent formar un estat independent. Derrotat i fet presoner pels otomans, fou enviat a l'exili a la Meca; el seu fill Muhammad Siddick va ocupar el seu lloc i va esdevenir el personatge més influent del Kurdistan central assegurant-se el control dels xeics rivals i caps tribals, però fou lleial a Turquia. El seu germà Abd al-Kadir es va instal·lar a Istanbul i amb la presa del poder pels Joves Turcs va fundar la primera associació kurda.
El 1916 els russos van ocupar Shamdinan i van eliminar la resistència kurda dirigida per Taha, fill de Muhammad Siddick, i pels seus cosins Abd Allah i Muhammad, fills d'Abd al-Kadir. Els assiris locals foren reclutats i armats pels russos als quals van ajudar. Les forces russes es van retirar al final del 1917, després de la revolució, i els assiris van haver de fugir cap a Urmia on els britànics els van protegir i els van enrolar per lluitar contra els otomans, i finalment els van portar a l'Iraq septentrional. Després de l'armistici de Mudros de 30 d'octubre de 1918, el districte va quedar en mans dels britànics. Els kemalistes es van oposar als britànics des de 1919 i Taha fou convidat a representar al districte a l'Assemblea Nacional turca d'Ankara (1920) però va refusar i va lluitar al costat de Simko, i el 1922 es va posar al servei dels britànics que el van nomenar governador de Rawanduz. Però les tribus locals eren hostils als britànics infidels i no oïen els crits dels nacionalistes kurds. El 1925 Abd al-Kadir va ser penjat (junt amb el seu fill Muhammad) pels kemalistes, causant la rebel·lió del xeic Said (juny de 1925); el fill d'Abd al-Kadir, Abd Allah, amb el suport de les tribus especialment els Gerdi, va ocupar Nawshar breument i va matar a sis oficials turcs, però va haver de fugir cap a territori britànic. El 1926 la frontera entre l'Iraq i Turquia fou delimitada i Shamdinan va quedar per Turquia, mentre els districtes veïns de Barzan i Bradost quedaven per l'Iraq.
L'1 de novembre de 2005 va esclatar una bomba que va ser atribuïda al PKK, però el dia 9 de novembre la població va detenir uns homes que en volien fer esclatar una altra, i van resultar ser policies turcs de la secció d'operacions especials; els militars van bloquejar les investigacions i el 2007 un decret va traslladar a destins llunyans a tots els jutges i fiscals que havien intervingut en el cas.